# 波米耶 (加尔省)
波米耶（法語：Pommiers，法語發音：[pɔmje]）是法国加尔省的一个市镇，属于勒维冈区。

## 地理
波米耶（43°57'5"N, 3°36'27"E）面积6.51 平方千米，位于法国奧克西塔尼大區加尔省，该省份为法国南部沿海省份，南端濒地中海，北起顺时针与阿尔代什省、沃克吕兹省、罗讷河口省、埃罗省、阿韦龙省和洛泽尔省接壤。
与波米耶接壤的市镇（或旧市镇、城区）包括：阿韦兹、莫利耶尔-卡瓦亚克、蒙达尔迪耶、圣布雷松、圣洛朗勒米尼耶、勒维冈。

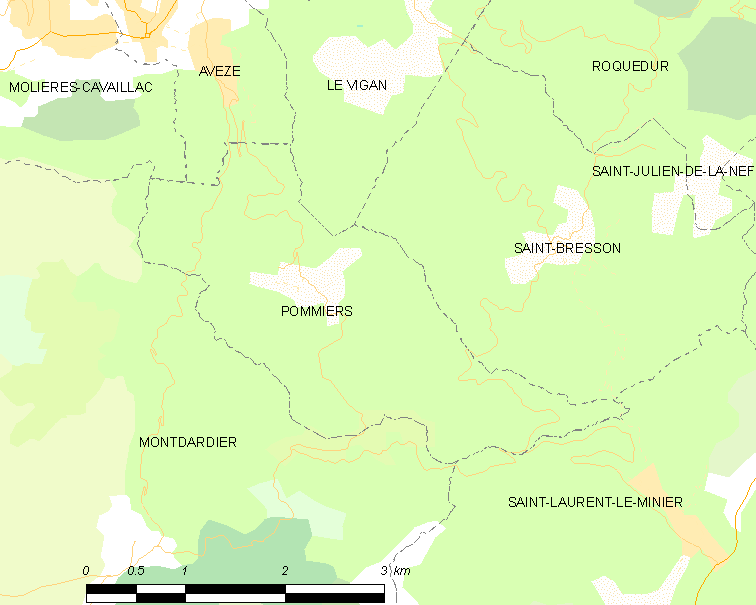
的OSM定位图

波米耶的时区为UTC+01:00、UTC+02:00（夏令时）。

## 行政
波米耶的邮政编码为30120，INSEE市镇编码为30199。

## 政治
波米耶所属的省级选区为勒维冈县。

## 人口

1962-2008年间人口变化图示

波米耶于2022年1月1日时的人口数量为57人。